# Галфкрест (Алабама)
Галфкрест (енгл. Gulfcrest) насељено је место без административног статуса у америчкој савезној држави Алабама.

## Демографија
По попису из 2010. године број становника је 161.
| Група             | 2000.    | 2010.       |
| Белци             | 0 (0,0%) | 140 (87,0%) |
| Афроамериканци    | 0 (0,0%) | 5 (3,1%)    |
| Азијати           | 0 (0,0%) | 0 (0,0%)    |
| Хиспаноамериканци | 0 (0,0%) | 2 (1,2%)    |
| Укупно            | 0        | 161         |